# Hermagoras (Heiliger)

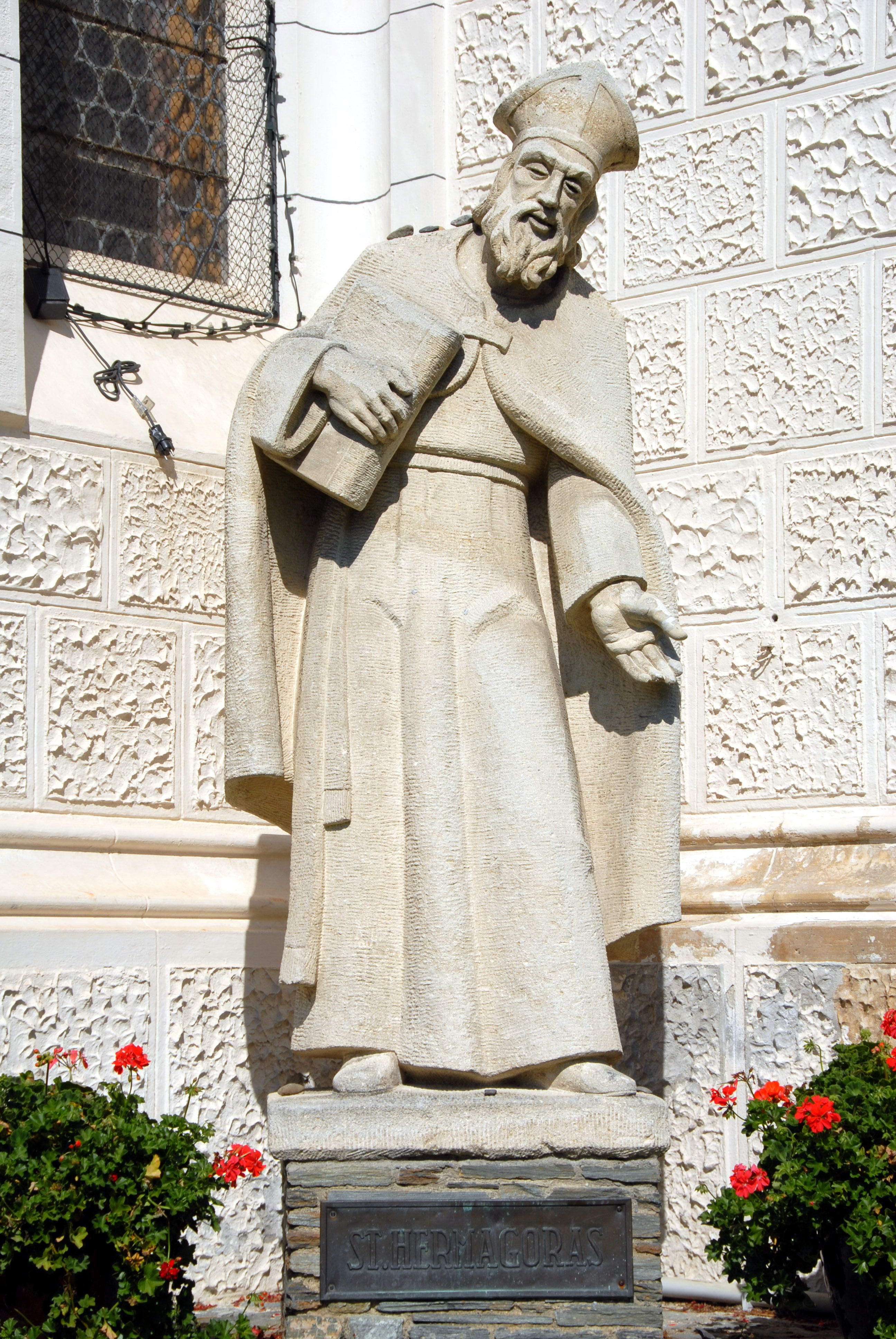
Hermagoras-Denkmal in Hermagor, Bildhauer Hans Domenig

Hermagoras ist ein Heiliger der katholischen Kirche, über dessen Leben es widersprüchliche Angaben gibt (vermutlich † um 304 in Singidunum (Belgrad)).
Vermutlich war er Lektor der Kirche von Singidunum und erlitt, gemeinsam mit Fortunatus (einem Diakon derselben Kirche), den Märtyrertod. Seine Reliquien sollen um 400 nach Aquileja gelangt sein, wo nach 550 die Legende entstand, Hermagoras sei Apostelschüler und erster Bischof von Aquileja gewesen und um 70 gemartert worden (so BBKL).
Eine andere Theorie besagt, dass es sich um zwei verschiedene Personen handelt, die durch eine anachronistische Gleichsetzung in der Geschichtsschreibung zu einer Person verschmolzen sind (so LThK).

Seine Lebensgeschichte ist in der Krypta der Basilika von Aquileia in prächtigen Fresken im veneto-byzantinischen Stil dargestellt:

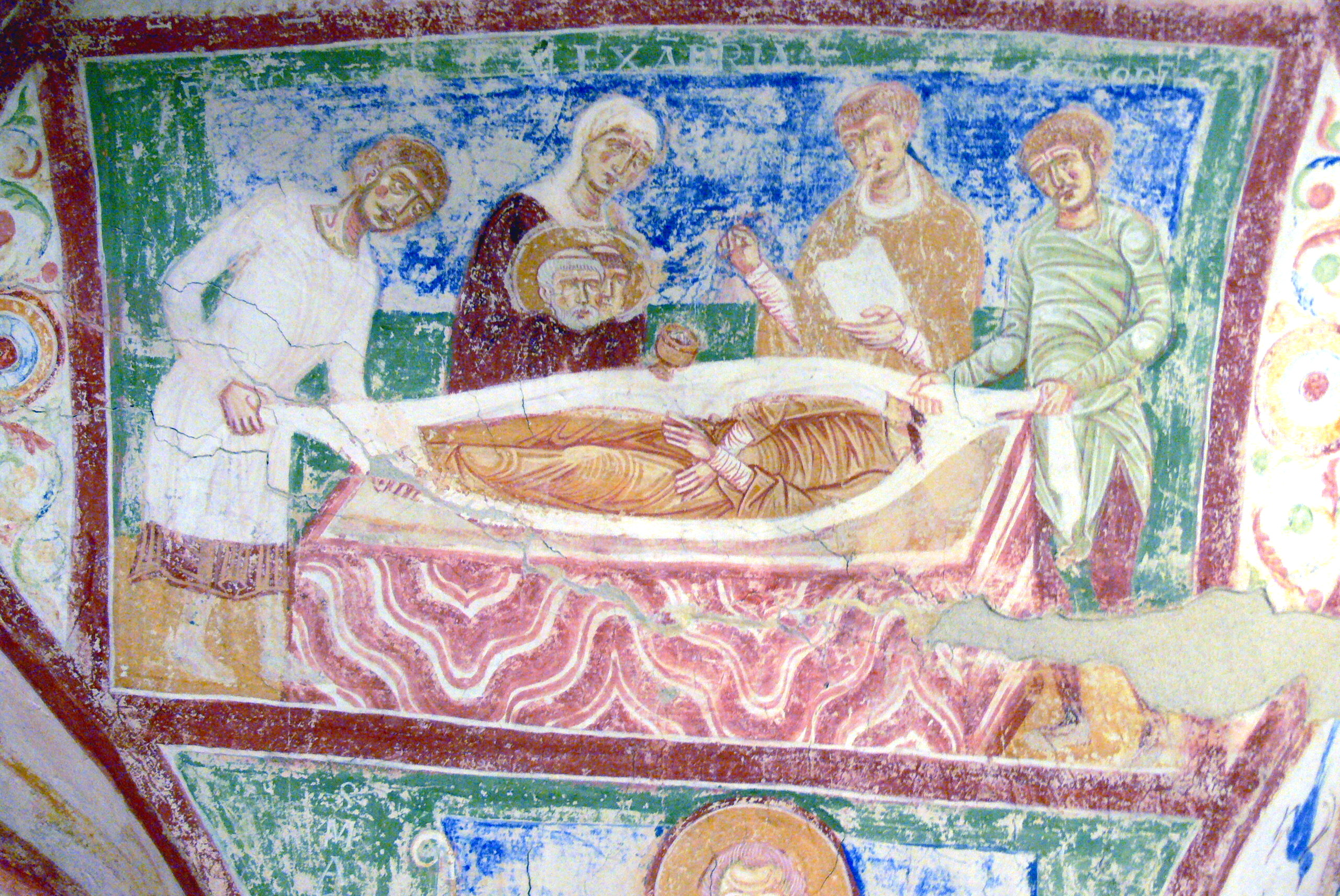
Fresko in der Krypta der Basilika von Aquileia: Grablegung des Hermagoras und Fortunatus in Gegenwart von Alexandria (hält die Köpfe der Enthaupteten), Gregorius und Ponzianus

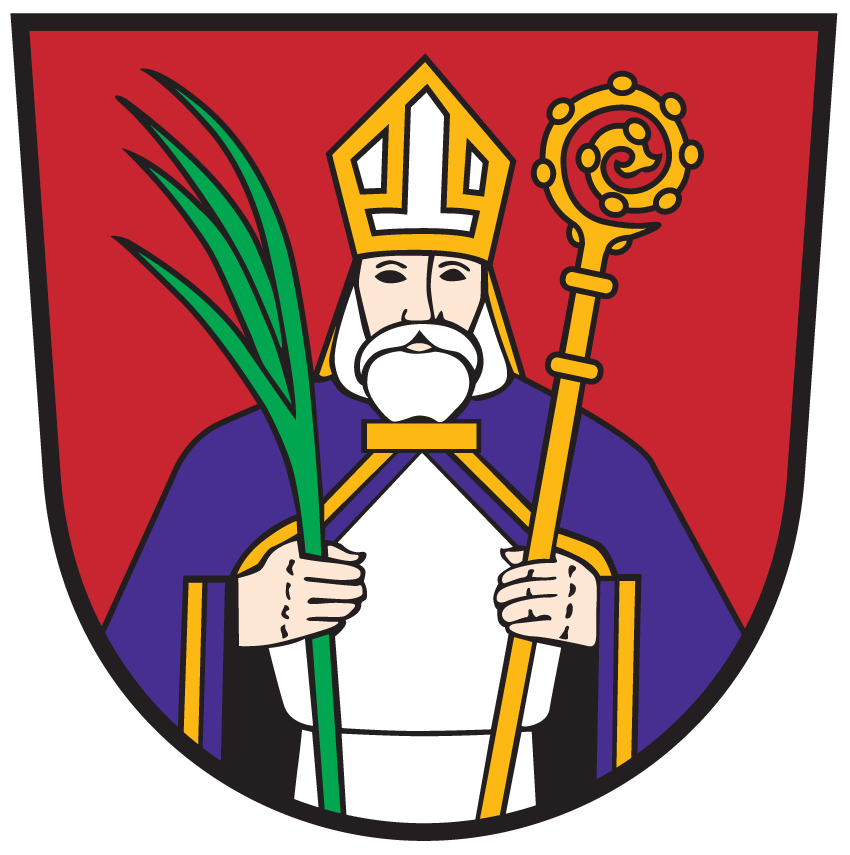
Hermagoras im Wappen von Hermagor

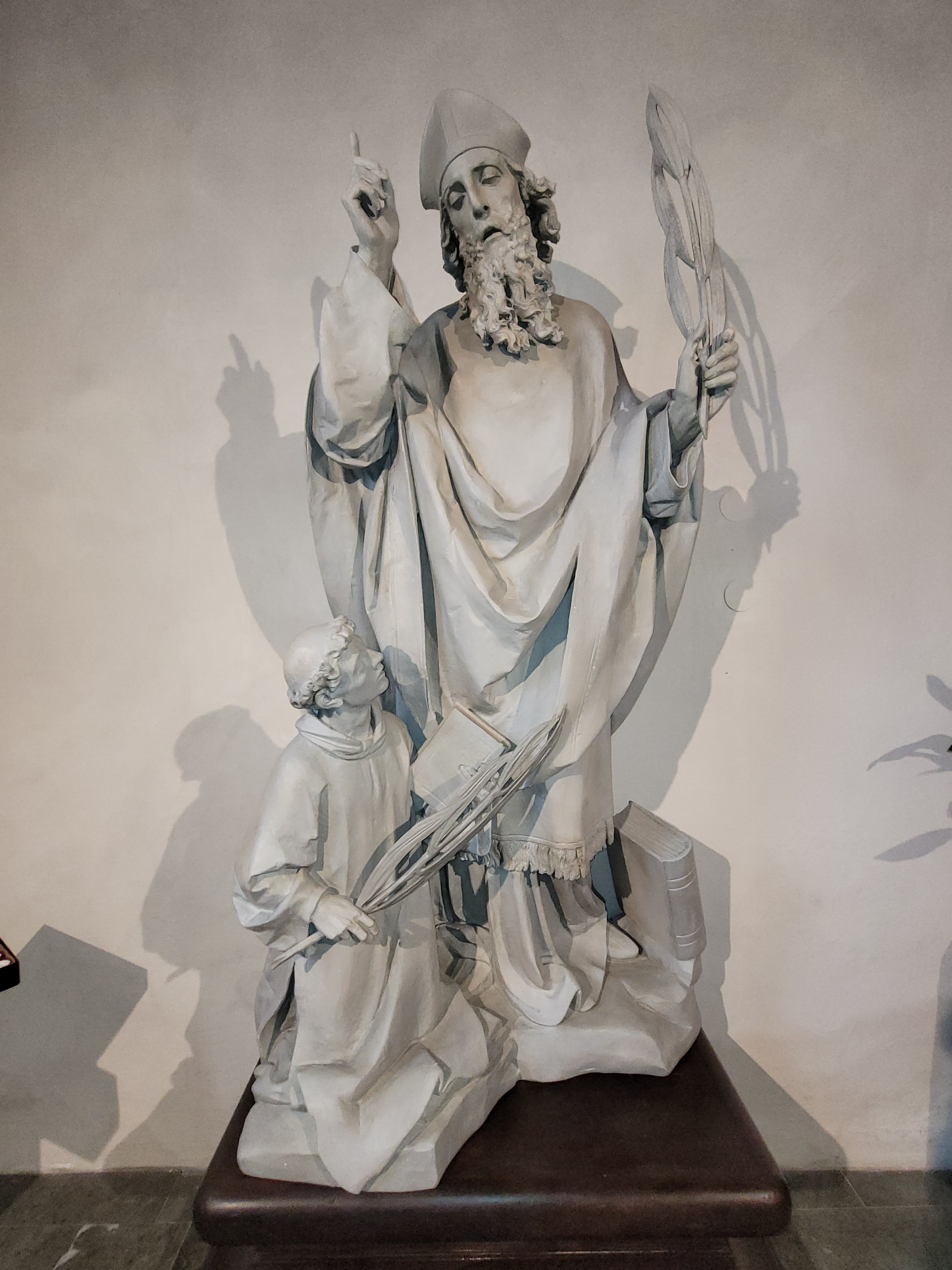
Hermagoras von Franz Barwig, Pfarrkirche Hermagor

- St. Hermagoras verklärt zwischen St. Fortunatus und St. Syrus
- St. Petrus sendet St. Markus nach Aquileia
- St. Markus wird von Würdenträgern Aquileias empfangen
- Die Bewohner Aquileias stellen St. Hermagoras dem Hl. Markus vor
- St. Hermagoras wird eingeladen, sich nach Rom zu begeben
- St. Petrus weiht St. Hermagoras zum Bischof
- Die Gläubigen Aquileias empfangen Bischof Hermagoras
- Predigt des St. Hermagoras
- Heilung eines Besessenen
- St. Hermagoras tauft Ponzianus vor dem Klerus
- St. Hermagoras vor dem Richter
- St. Hermagoras wird gegeißelt
- St. Hermagoras wird gekreuzigt
- St. Hermagoras bekehrt im Gefängnis den Kerkermeister Ponzianus
- St. Hermagoras tauft Gregorius und seine Familie
- St. Hermagoras ernennt Fortunatus zu seinem Diakon und heilt Alexandria von der Blindheit
- St. Hermagoras tauft Alexandria
- St. Hermagoras und St. Fortunatus werden enthauptet
- Leichenfeier und Grablegung der zwei Heiligen in Gegenwart von Alexandria, Gregorius und Ponzianus

Sein Gedenktag ist der 12. Juli.
Hermagoras ist Namensgeber der Kärntner Ortschaft Hermagor sowie des slowenischen Hermagoras-Vereins. Mit Fortunatus ist er Patron der Benediktiner-Abteikirche von Gornji Grad, Slowenien, sowie der Kirche San Marcuola in Venedig.